# Comps-sur-Artuby
Pour les articles homonymes, voir Comps.
Comps-sur-Artuby [kɔ̃ps syʁ aʁtybi] est une commune française située dans le département du Var, en région Provence-Alpes-Côte d'Azur.

## Géographie

### Localisation

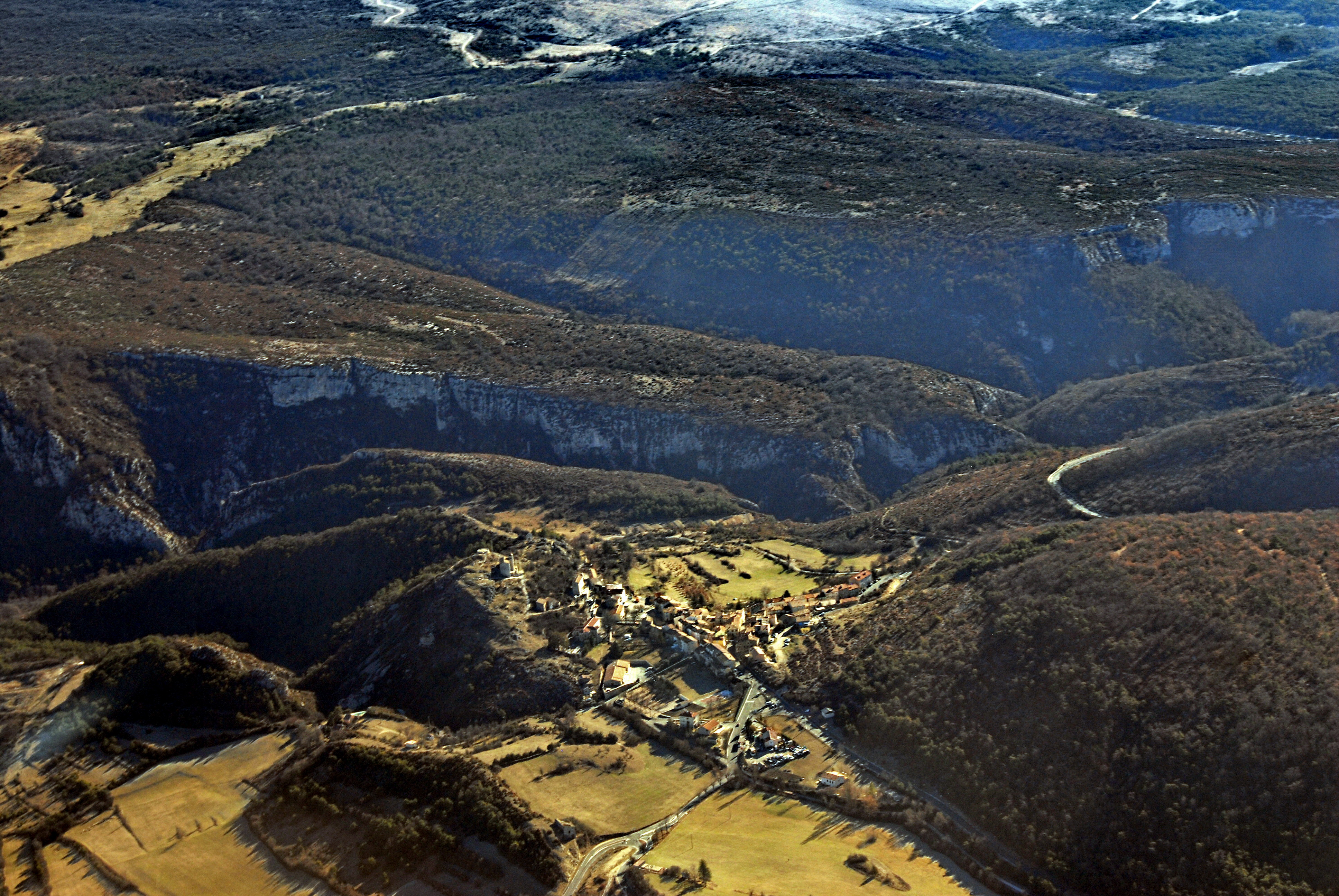
Vue aérienne de Comps-sur-Artuby.

Entre le mont Clare (1 267 m) et le mont Lague (1 109 m), se creusent les vallées du Jabron, du Verdon, le canyon de l'Artuby et les clues de la Bruyère.
Comps est située à 900 mètres d'altitude, autour du rocher qui supporte l'église Saint-André. L’ancien village fortifié se trouvait autrefois sur le rocher.

### Voies de communications et transports

#### Voies routières
La commune est desservie par les routes départementales D 21, D 71 et D 955.

#### Transports en commun
- Transport en Provence-Alpes-Côte d'Azur

La commune bénéficie du réseau de transports en commun Tedbus de la Dracénie Provence Verdon agglomération et du réseau régional de transports en commun Zou ! (ex Varlib). Les collectivités territoriales ont par ailleurs mis en œuvre un « service de transports à la demande » (TAD).

#### Lignes SNCF
- Gare de Nice-Ville,
- Gare de Toulon.

#### Transports aériens
Les aéroports les plus proches sont :
- Aéroport de Toulon-Hyères,
- Aéroport de Nice-Côte d'Azur.

#### Ports
- Ports en Provence-Alpes-Côte d'Azur :
  - Rade de Toulon,
  - Port Lympia (port de Nice),
  - Port Hercule (Port de Monaco).

### Géologie et relief
Commune membre du Parc naturel régional du Verdon.
La commune est composée de nombreux hameaux hors du bourg comme Oribau (Avelan), Saint-Bayon, Chardan, Cuiros, Don, Doureisse, Endosse, Guent, Jabron, Sauvechane et la Souche. Plus de la moitié du territoire de la commune dont les hameaux de Chardan, Saint-Bayon, Sauvechane ou Dourässe est dans le camp de Canjuers, le camp militaire le plus vaste d'Europe (35 000 hectares).

D'après Achard, au XVIIe siècle, la vigne y était si abondante que les curés prélevaient la dîme en vin et non en foin.
Le périmètre de protection autour de la Réserve naturelle géologique de Haute-Provence a été étendu au territoire des communes de Bargème, Le Bourguet, Châteauvieux, Comps-sur-Artuby, La Martre et Trigance (Var).

### Hydrographie et les eaux souterraines
Cours d'eau sur la commune ou à son aval :
- rivière le Jabron (affluent du Verdon),
- rivière l'Artuby,
- rivière Bruyère (Artuby),
- vallons des Rouvières ; de la Montade ; des Graus de Comps ; de Villegrasse ; de Don ; de l'Avelan ; Saint-Laurent ; de l'Amandier ; du Clot de Guillon ; de Pra-Batailler ; de Fontenouille ; de Léruy.

### Protection de l'environnement
La commune dispose d'une station d'épuration de 1200 équivalents habitants.

### Sismicité
Il existe trois zones de sismicité dans le Var : 
- Zone 0 : risque négligeable. C'est le cas de bon nombre de communes du littoral varois, ainsi que d'une partie des communes du Centre-Var. Malgré tout, ces communes ne sont pas à l'abri d'un effet tsunami, lié à un séisme en mer ;
- Zone 1a : risque très faible. Concerne essentiellement les communes comprises dans une bande allant de la montagne Sainte-Victoire au massif de l'Esterel ;
- Zone 1b : risque faible. Ce risque, le plus élevé du département mais qui n'est pas le plus haut de l'évaluation nationale, concerne 21 communes du nord du département.

La commune de Comps-sur-Artuby est en zone sismique de faible risque 1b.

### Climat
Pour des articles plus généraux, voir Climat de Provence-Alpes-Côte d'Azur et Climat du Var.
En 2010, le climat de la commune est de type climat méditerranéen altéré, selon une étude du Centre national de la recherche scientifique s'appuyant sur une série de données couvrant la période 1971-2000. En 2020, Météo-France publie une typologie des climats de la France métropolitaine dans laquelle la commune est exposée à un climat méditerranéen et est dans la région climatique  Var, Alpes-Maritimes, caractérisée par une pluviométrie abondante en automne et en hiver (250 à 300 mm en automne), un très bon ensoleillement en été (fraction d’insolation > 75 %), un hiver doux (8 °C) et peu de brouillards. 
Pour la période 1971-2000, la température annuelle moyenne est de 10,5 °C, avec une amplitude thermique annuelle de 15,7 °C. Le cumul annuel moyen de précipitations est de 1 024 mm, avec 6,5 jours de précipitations en janvier et 4,2 jours en juillet. Pour la période 1991-2020, la température moyenne annuelle observée sur la station météorologique installée sur la commune est de 11,3 °C et le cumul annuel moyen de précipitations est de 1 010,2 mm. 
La température maximale relevée sur cette station est de 37,2 °C, atteinte le 28 juin 2019 ; la température minimale est de −12,6 °C, atteinte le 20 décembre 2009,,. 
| Mois                                  | jan.           | fév.           | mars           | avril         | mai           | juin          | jui.          | août          | sep.            | oct.          | nov.            | déc.           | année      |
| ------------------------------------- | -------------- | -------------- | -------------- | ------------- | ------------- | ------------- | ------------- | ------------- | --------------- | ------------- | --------------- | -------------- | ---------- |
| Température minimale moyenne (°C)     | −0,8           | −1,1           | 1,4            | 4,3           | 8,1           | 11,7          | 13,7          | 13,5          | 10,1            | 6,9           | 2,5             | 0              | 5,9        |
| Température moyenne (°C)              | 3,8            | 4,1            | 6,8            | 9,6           | 13,6          | 17,7          | 20,3          | 20,3          | 16              | 12            | 7               | 4,5            | 11,3       |
| Température maximale moyenne (°C)     | 8,4            | 9,3            | 12,2           | 15            | 19,1          | 23,7          | 26,8          | 27            | 21,9            | 17,1          | 11,6            | 9              | 16,8       |
| Record de froid (°C) date du record   | −10,9 29.01.05 | −12,4 06.02.12 | −11,3 01.03.05 | −4,3 08.04.21 | 0 07.05.10    | 3,4 01.06.06  | 6,5 16.07.00  | 5,6 23.08.07  | 1,8 18.09.01    | −4,7 21.10.07 | −9,2 23.11.1998 | −12,6 20.12.09 | −12,6 2009 |
| Record de chaleur (°C) date du record | 22,9 28.01.08  | 20,8 21.02.16  | 22,8 21.03.02  | 24,7 07.04.11 | 29,8 12.05.12 | 37,2 28.06.19 | 34,8 18.07.23 | 35,9 05.08.17 | 31,6 04.09.1997 | 28,3 12.10.11 | 22 05.11.04     | 21,1 31.12.21  | 37,2 2019  |
| Précipitations (mm)                   | 71,8           | 61,8           | 74,5           | 93,4          | 89,5          | 81            | 28,5          | 43            | 72,1            | 126,1         | 166,8           | 101,7          | 1 010,2    |

| Diagramme climatique                                  |             |             |           |             |            |              |          |              |              |              |         |
| J                                                     | F           | M           | A         | M           | J          | J            | A        | S            | O            | N            | D       |
| 8,4−0,871,8                                           | 9,3−1,161,8 | 12,21,474,5 | 154,393,4 | 19,18,189,5 | 23,711,781 | 26,813,728,5 | 2713,543 | 21,910,172,1 | 17,16,9126,1 | 11,62,5166,8 | 90101,7 |
| Moyennes : • Temp. maxi et mini °C • Précipitation mm |             |             |           |             |            |              |          |              |              |              |         |

Les paramètres climatiques de la commune ont été estimés pour le milieu du siècle (2041-2070) selon différents scénarios d'émission de gaz à effet de serre à partir des nouvelles projections climatiques de référence DRIAS-2020. Ils sont consultables sur un site dédié publié par Météo-France en novembre 2022.

## Toponymie
Comps-sur-Artuby s'écrit Coumbs en provençal selon la norme mistralienne et Comps d'Artubi selon la norme classique.
En ancien provençal, le nom de la commune était écrit Comps.

## Histoire

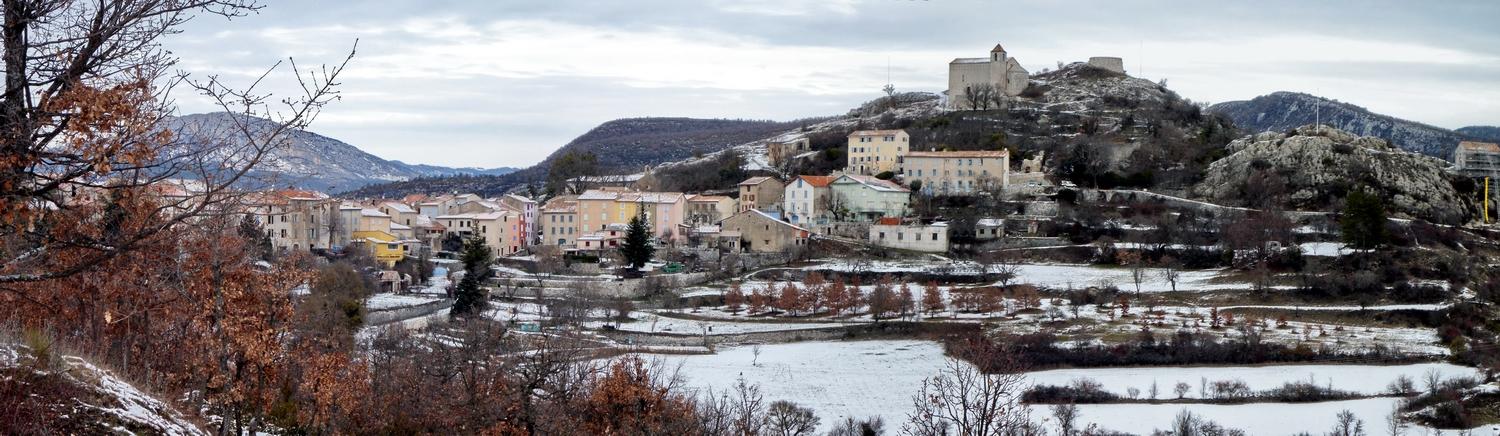
Panorama de Comps-sur-Artuby.

Plusieurs sites du territoire témoignent d'une présence humaine aux époques chalcolithique et de l'âge du fer. Autrefois lieu de passage et marché important, le vieux bourg de Comps était construit sur la hauteur et son église Saint-André le dominait du haut de son rocher.

### Moyen Âge
En 1342, la communauté de Bargème est rattachée à la viguerie de Castellane (actuel département des Alpes-de-Haute-Provence) par le comte de Provence.
La mort de la reine Jeanne Ire ouvre une crise de succession à la tête du comté de Provence, les villes de l’Union d'Aix (1382-1387) soutenant Charles de Duras contre Louis Ier d'Anjou. Puis, Aix se soumet en octobre 1387, ce qui précipite le ralliement des carlistes, dont le seigneur de Comps, André de Comps. Alors qu’il soutenait Charles de Duras depuis plusieurs années, il rejoint le camp angevin et obtient un « chapitre de paix » de Marie de Châtillon le 2 janvier 1388 et prête hommage à Louis II d'Anjou, âgé de dix ans. La communauté villageoise soutient Charles de Duras, et même au-delà de 1386.
Pendant les guerres de succession de la reine Jeanne, le village et ses remparts furent détruits par Charles de Duras ; les habitants s'établirent alors dans la campagne où ils bâtirent neuf hameaux : Saint-Bayon, Chardan, Don, Douraïsse, Guent, Jabron, Sauvechane et la Souche. La paix revenue, le village fut reconstruit en amphithéâtre sur le penchant du rocher qu'il occupe aujourd'hui.

### Les Templiers et les Hospitaliers
Les Templiers de la maison de Ruou (voir Villecroze) y possédaient une importante commanderie qui devint après l'abolition de l'Ordre en 1312, chef-lieu d'une commanderie des Hospitaliers de l'ordre de Saint-Jean de Jérusalem, jouissant de très importants revenus.
Au début du XVIe siècle, les chevaliers de Saint-Jean de Jérusalem devinrent seuls seigneurs de Comps en acquérant la part de seigneurie qui avait été inféodée en août 1381 en faveur de Fulco de Pontevès, et qui dépendait précédemment du comté de Provence.

### Temps modernes
Lors de la guerre de Succession d'Autriche, une armée austro-sarde envahit la Provence et occupe Comps en décembre 1746. Elle est repoussée par une offensive des troupes franco-espagnoles les 21 et 22 janvier.

## Héraldique
|  | De gueules, à un monde croisé d’or, accompagné de trois besants du même. Ces armoiries témoignent du retour des croisés compsois après leurs pérégrinations en Palestine et de la présence des Hospitaliers et des Templiers à Comps. |

## Économie

### Entreprises et commerces

#### Agriculture
Il subsiste l'élevage des ovins, les cultures céréalières et de pommes de terre.

#### Tourisme
À l'heure actuelle, l'économie est essentiellement basée sur le tourisme, vu la proximité des gorges du Verdon : hôtel-restaurant.

#### Commerces et services
Commerces de proximité : boulangeries, épicerie, restaurants, salon de coiffure, bureau de poste, maison médicale, station service carburants, DAB,

## Politique et administration

### Liste des maires
| Période     | Période  | Identité                              | Étiquette | Qualité                                     |
| ----------- | -------- | ------------------------------------- | --------- | ------------------------------------------- |
| 1945        | ?        | Bienaimé Constant Bagarre (1898-1976) | SFIO      | Cultivateur                                 |
| Années 1970 | 1973     | Raoul Meynard                         | SE        | Conseiller général                          |
| 1973        | 2018     | André Gaymard                         | SE        | Décédé le 16 avril 2018, en cours de mandat |
| juin 2018   | en cours | Alain Barale                          |           |                                             |

### Intercommunalité
Comps-sur-Artuby fait partie de la communauté de Dracénie Provence Verdon agglomération (ex-communauté d'agglomération Dracénoise) qui regroupe vingt-trois communes du département du Var, dont Draguignan de 110 014 habitants en 2017, créée le 31 octobre 2000. Les 23 communes composant la communauté d'agglomération en 2017 sont (par ordre alphabétique) :
- Communes fondatrices
  - Draguignan ; Châteaudouble ; Figanières ; La Motte ; Les Arcs ; Lorgues ; Taradeau ; Trans-en-Provence
- Communes ayant adhéré ultérieurement
  - Ampus ; Bargemon ; Bargème ; Callas ; Claviers ; Comps-sur-Artuby ;  Flayosc ; La Bastide ; La Roque-Esclapon ; Le Muy ; Montferrat ; Saint-Antonin-du-Var ; Salernes ; Sillans-la-Cascade ; Vidauban

## Urbanisme

### Typologie
Au 1er janvier 2024, Comps-sur-Artuby est catégorisée commune rurale à habitat très dispersé, selon la nouvelle grille communale de densité à sept niveaux définie par l'Insee en 2022.
Elle est située hors unité urbaine et hors attraction des villes,.

### Occupation des sols

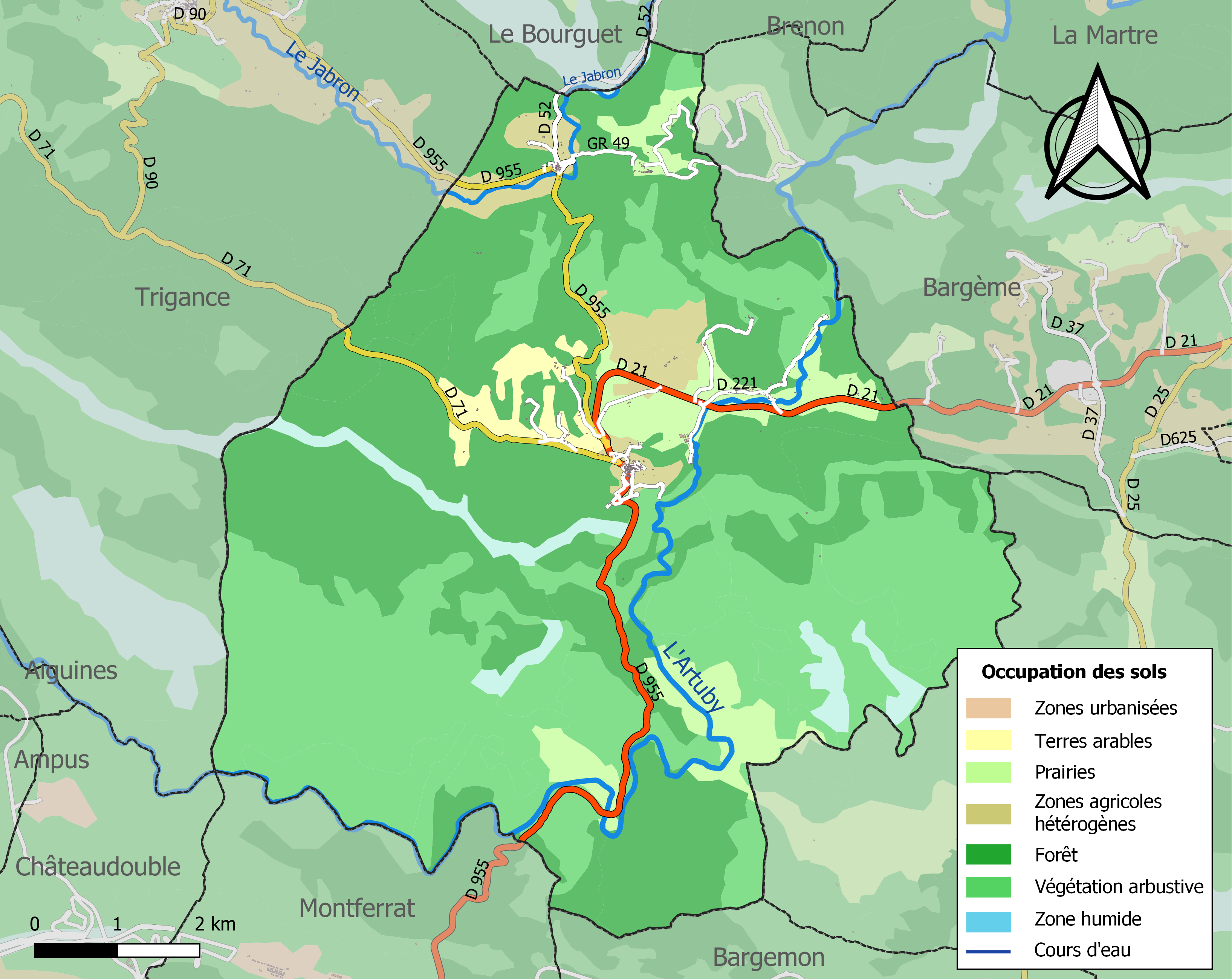
Carte des infrastructures et de l'occupation des sols de la commune en 2018 (CLC).

Le tableau ci-dessous présente l'occupation des sols de la commune en 2018, telle qu'elle ressort de la base de données européenne d’occupation biophysique des sols Corine Land Cover (CLC).
| Type d’occupation                                                                   | Pourcentage | Superficie (en hectares) |
| ----------------------------------------------------------------------------------- | ----------- | ------------------------ |
| Terres arables hors périmètres d'irrigation                                         | 1,8 %       | 118                      |
| Prairies et autres surfaces toujours en herbe                                       | 7,3 %       | 467                      |
| Systèmes culturaux et parcellaires complexes                                        | 2,7 %       | 173                      |
| Surfaces essentiellement agricoles interrompues par des espaces naturels importants | 1,0 %       | 64                       |
| Forêts de feuillus                                                                  | 18,7 %      | 1193                     |
| Forêts de conifères                                                                 | 16,3 %      | 1043                     |
| Forêts mélangées                                                                    | 9,3 %       | 597                      |
| Pelouses et pâturages naturels                                                      | 19,1 %      | 1220                     |
| Landes et broussailles                                                              | 5,0 %       | 319                      |
| Végétation sclérophylle                                                             | 8,2 %       | 525                      |
| Forêt et végétation arbustive en mutation                                           | 7,7 %       | 494                      |
| Végétation clairsemée                                                               | 2,8 %       | 179                      |
| Source : Corine Land Cover                                                          |             |                          |

L'occupation des sols montre une nette prédominance de la forêt et des milieux semi-naturels sur les territoires agricoles: 87,2 % contre 12,8 %. La forêt, qui occupe 44,3 % de la surface communale, est constituée à proportion à peu près égale de feuillus et de conifères.

### Budget et fiscalité 2019
En 2019, le budget de la commune était constitué ainsi :
- total des produits de fonctionnement : 713 000 €, soit 1 844 € par habitant ;
- total des charges de fonctionnement : 516 000 €, soit 1 333 € par habitant ;
- total des ressources d’investissement : 264 000 €, soit 681 € par habitant ;
- total des emplois d’investissement : 269 000 €, soit 695 € par habitant.
- endettement : 595 000 €, soit 1 537 € par habitant.

Avec les taux de fiscalité suivants :
- taxe d’habitation : 9,67 % ;
- taxe foncière sur les propriétés bâties : 21,01 % ;
- taxe foncière sur les propriétés non bâties : 78,44 % ;
- taxe additionnelle à la taxe foncière sur les propriétés non bâties : 0,00 % ;
- cotisation foncière des entreprises : 0,00 %.

Chiffres clés Revenus et pauvreté des ménages en 2018 : Médiane en 2018 du revenu disponible, par unité de consommation : 19 350 €.

## Population et société

### Démographie

#### Évolution démographique
La commune comptait 205 habitants en 1371, 190 en 1471 et 650 en 1698.
L'évolution du nombre d'habitants est connue à travers les recensements de la population effectués dans la commune depuis 1793. Pour les communes de moins de 10 000 habitants, une enquête de recensement portant sur toute la population est réalisée tous les cinq ans, les populations de référence des années intermédiaires étant quant à elles estimées par interpolation ou extrapolation. Pour la commune, le premier recensement exhaustif entrant dans le cadre du nouveau dispositif a été réalisé en 2004.

En 2022, la commune comptait 346 habitants, en évolution de −9,42 % par rapport à 2016 (Var : +4,98 %, France hors Mayotte : +2,11 %).
| 1793 | 1800 | 1806 | 1821 | 1831 | 1836 | 1841 | 1846 | 1851 |
| ---- | ---- | ---- | ---- | ---- | ---- | ---- | ---- | ---- |
| 755  | 739  | 729  | 809  | 858  | 839  | 907  | 900  | 875  |

| 1856 | 1861 | 1866 | 1872 | 1876 | 1881 | 1886 | 1891 | 1896 |
| ---- | ---- | ---- | ---- | ---- | ---- | ---- | ---- | ---- |
| 827  | 775  | 810  | 802  | 810  | 780  | 942  | 724  | 613  |

| 1901 | 1906 | 1911 | 1921 | 1926 | 1931 | 1936 | 1946 | 1954 |
| ---- | ---- | ---- | ---- | ---- | ---- | ---- | ---- | ---- |
| 609  | 622  | 584  | 444  | 454  | 406  | 396  | 344  | 299  |

| 1962 | 1968 | 1975 | 1982 | 1990 | 1999 | 2004 | 2006 | 2009 |
| ---- | ---- | ---- | ---- | ---- | ---- | ---- | ---- | ---- |
| 282  | 242  | 206  | 271  | 272  | 280  | 320  | 315  | 328  |

| 2014 | 2019 | 2022 | - | - | - | - | - | - |
| ---- | ---- | ---- | - | - | - | - | - | - |
| 376  | 328  | 346  | - | - | - | - | - | - |

### Enseignement
Établissements d'enseignements :
- École maternelle à Trigance,
- École primaire[36],
- Collèges à Castellane, Figanière,
- Lycées à Draguignan.

### Santé
- Professionnels de santé : médecin, kinésithérapeute[37].
- Hôpitaux, centres hospitaliers[38] :
  - Maison Santé Pluriprofessionnelle[39],
  - L'hôpital le plus proche est le Centre hospitalier de la Dracénie et se trouve à Draguignan, à 31 km[40],[41]. Il dispose d'équipes médicales dans la plupart des disciplines[42] : pôles médico-technique ; santé mentale ; cancérologie ; gériatrie ; femme-mère-enfant ; médecine-urgences ; interventionnel.
  - Hôpital local de Castellane, à 54 km.
- Pharmacie à Bargemon[43].

### Cultes
Culte catholique, paroisse Sainte-Philomène, diocèse de Fréjus-Toulon.

## Lieux et monuments[45]

### L'église Saint-André

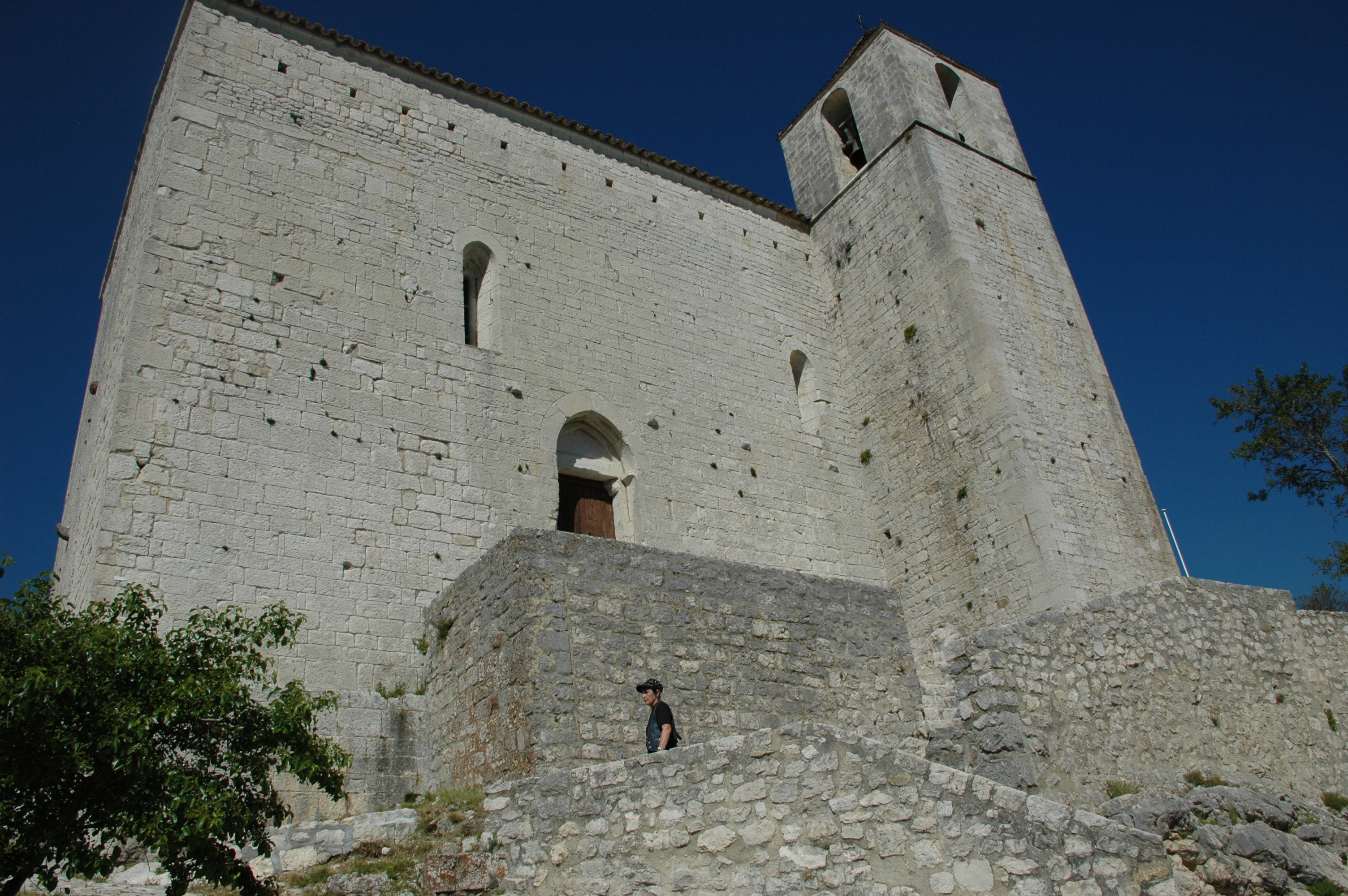

Construite au XIIe siècle, par les Hospitaliers de l'ordre de Saint-Jean de Jérusalem, elle possède une abside en cul-de-four et une nef à deux travées d'ogives sans collatéraux.
Le clocher latéral date du XIIIe siècle, avec une cloche de 1529 et l'autre de 1669. Depuis la plate-forme de la chapelle s'ouvre un vaste panorama sur les gorges de l'Artuby et du Verdon. Elle est classée depuis la fin du XIXe siècle.
Les cloches de 1529  et de 1668 sont classées au titre des objets mobiliers.

### La chapelle Saint-Jean(inscrite depuis 1926)

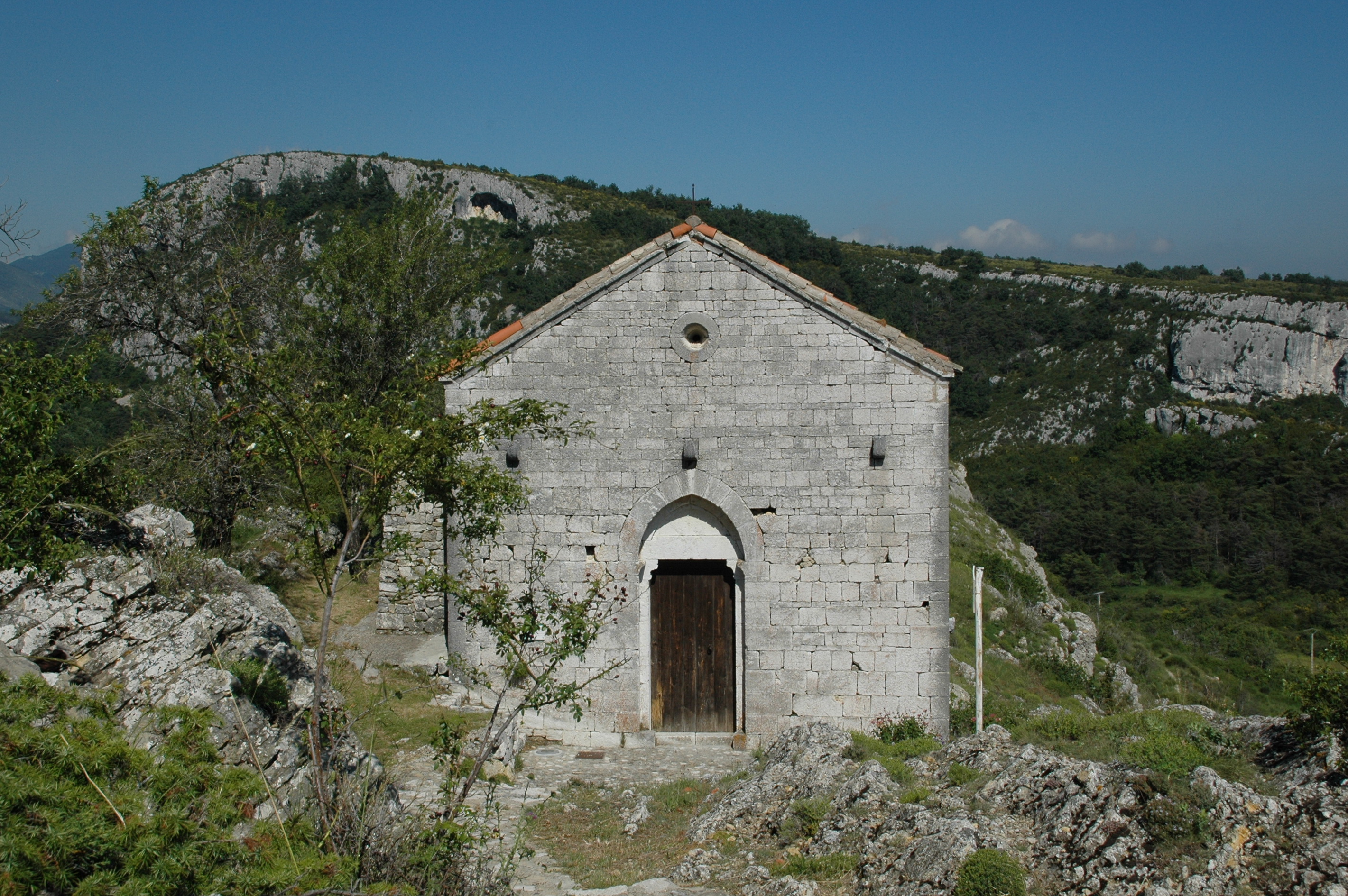

À la sortie est du village. Cette chapelle romane construite par l'ordre de Saint-Jean de Jérusalem.

### La chapelle Saint-Didier (inscrite depuis 1926)

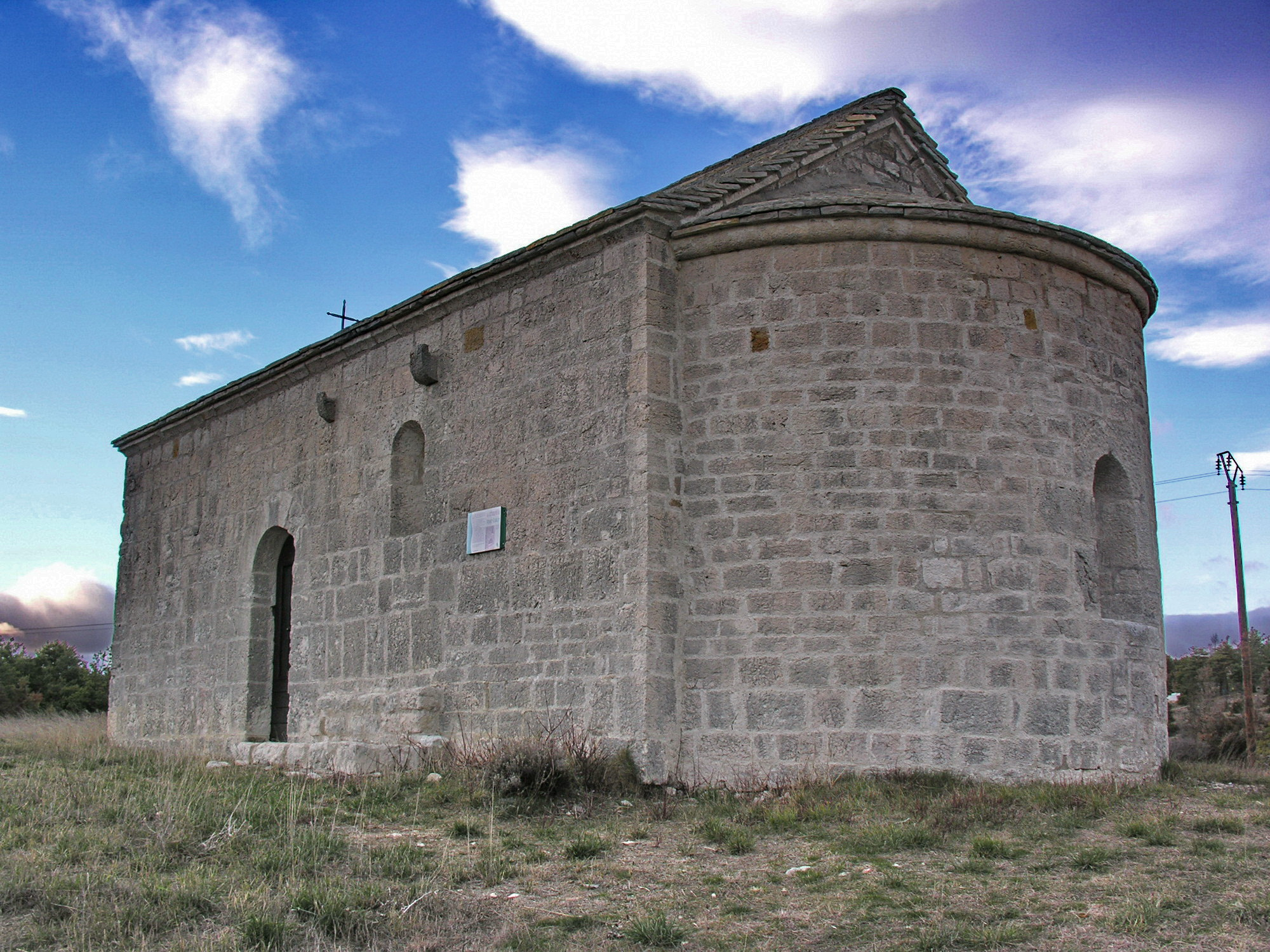

La chapelle Saint-Didier, à 800 m du village, à gauche de la route de Castellane. Art roman provençal. Construite par l'ordre de Saint-Jean de Jérusalem.

### L'église Sainte-Philomènede la fin duXIXesiècle

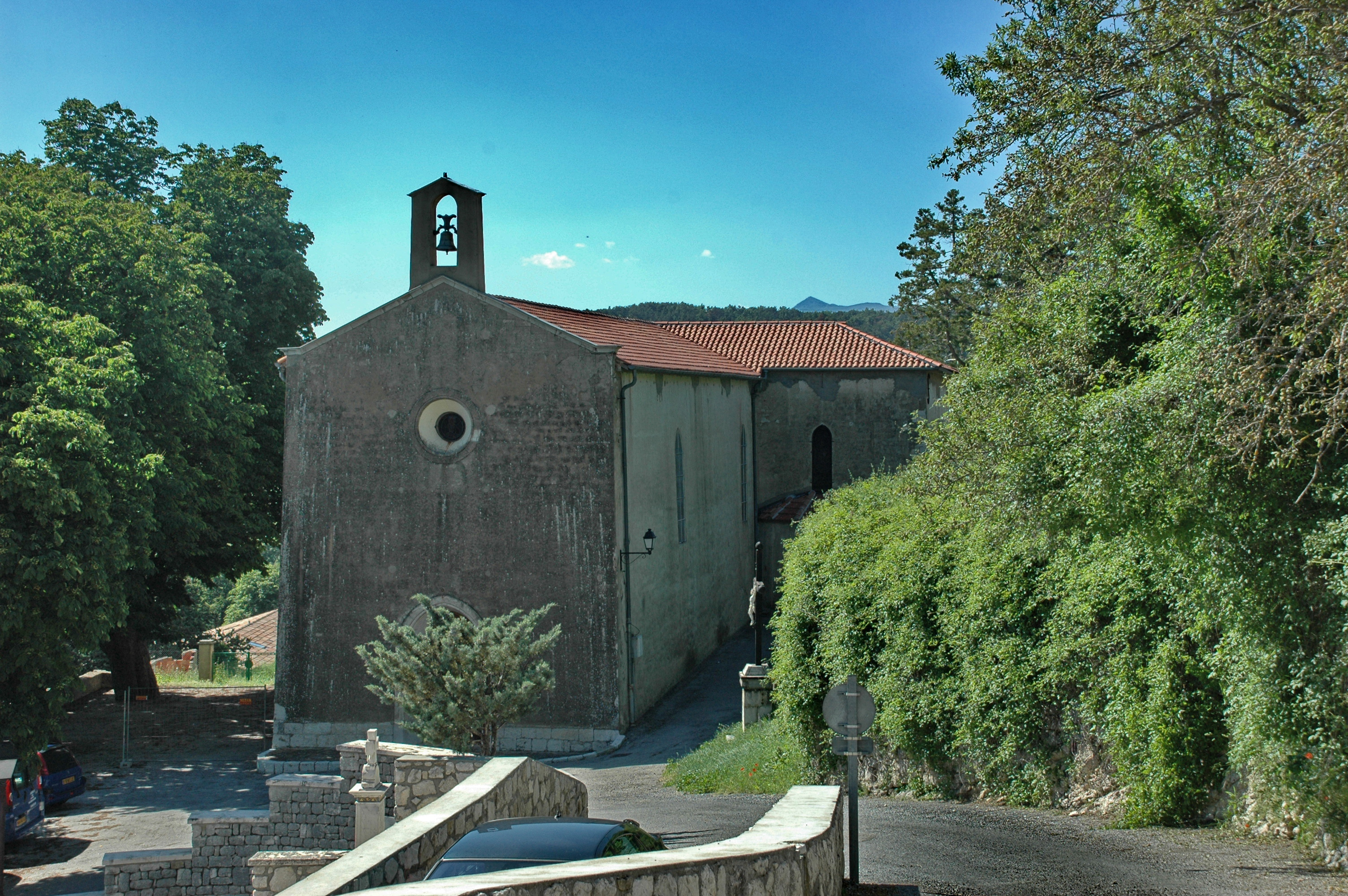

Elle conserve un tableau du XVIIe siècle représentant « la vision de saint Dominique ». Les murs de cette église contiennent une représentation de l'arche d'alliance, de grande taille ; ainsi que celle de la table des propositions des pains.

### La chapelle Notre-Dame

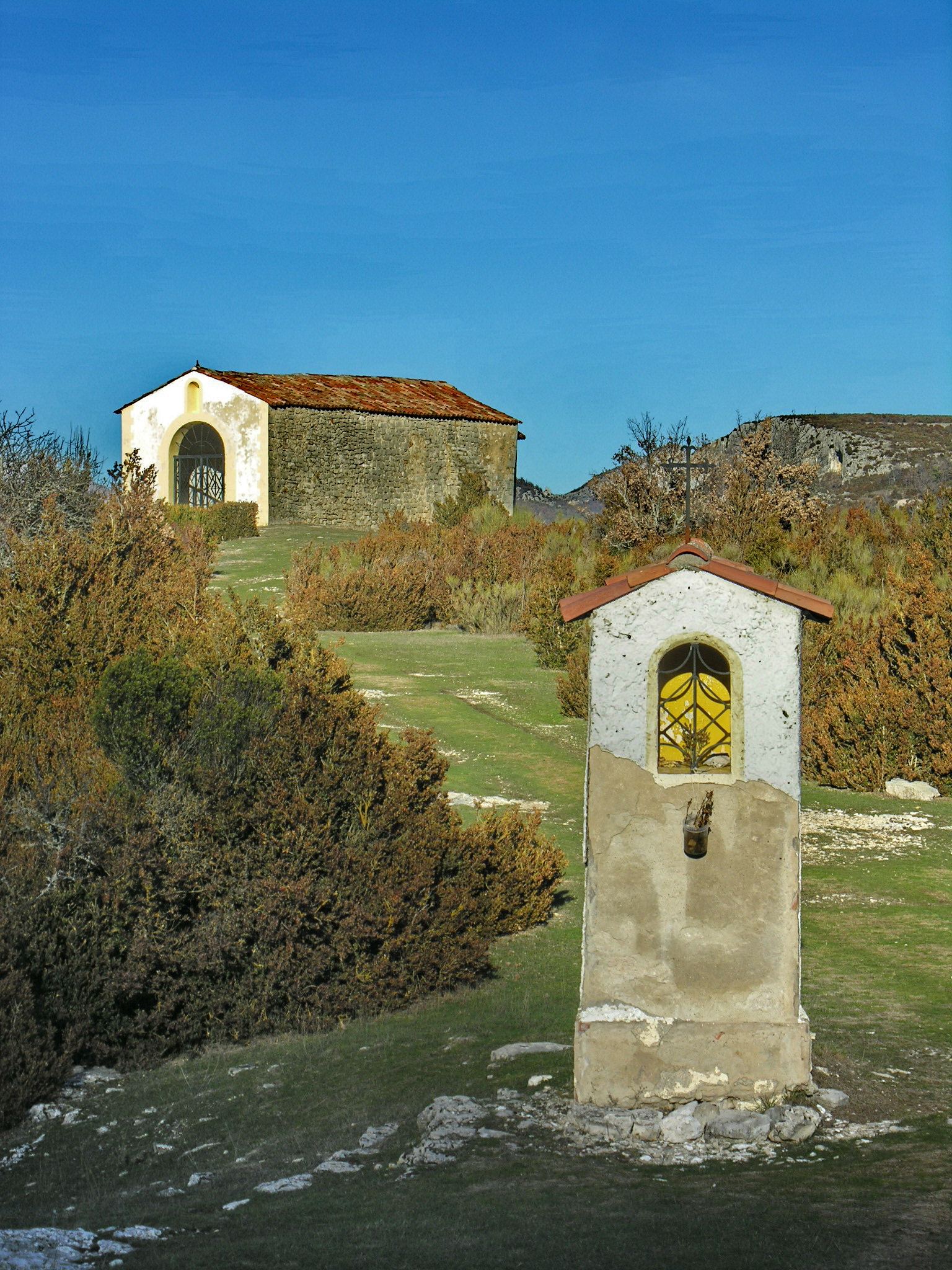
Chapelle Notre-Dame.

- Maintenant dans le camp militaire de Canjuers ;
- Dite de « la galine grasse » en raison des volailles qui étaient autrefois dégustées lors de la nativité de la Vierge.

### L'unité Jean Bosco

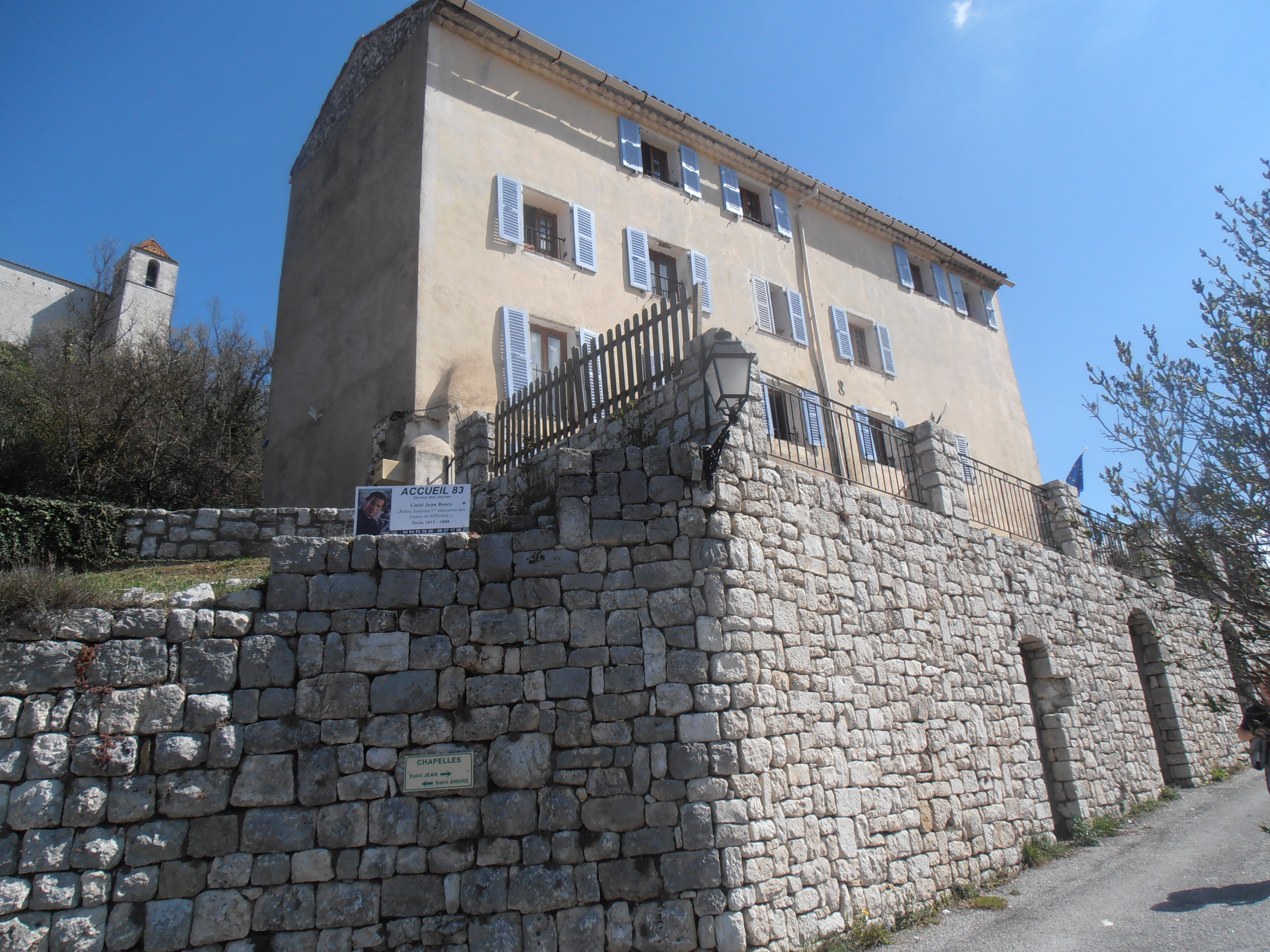
Unité Jean Bosco.

Accueil 83, Service des Jeunes, Unité Jean Bosco, Prêtre Salasien, 1er éducateur des jeunes en difficulté.

### Le monument aux morts
Près de l'école communale.

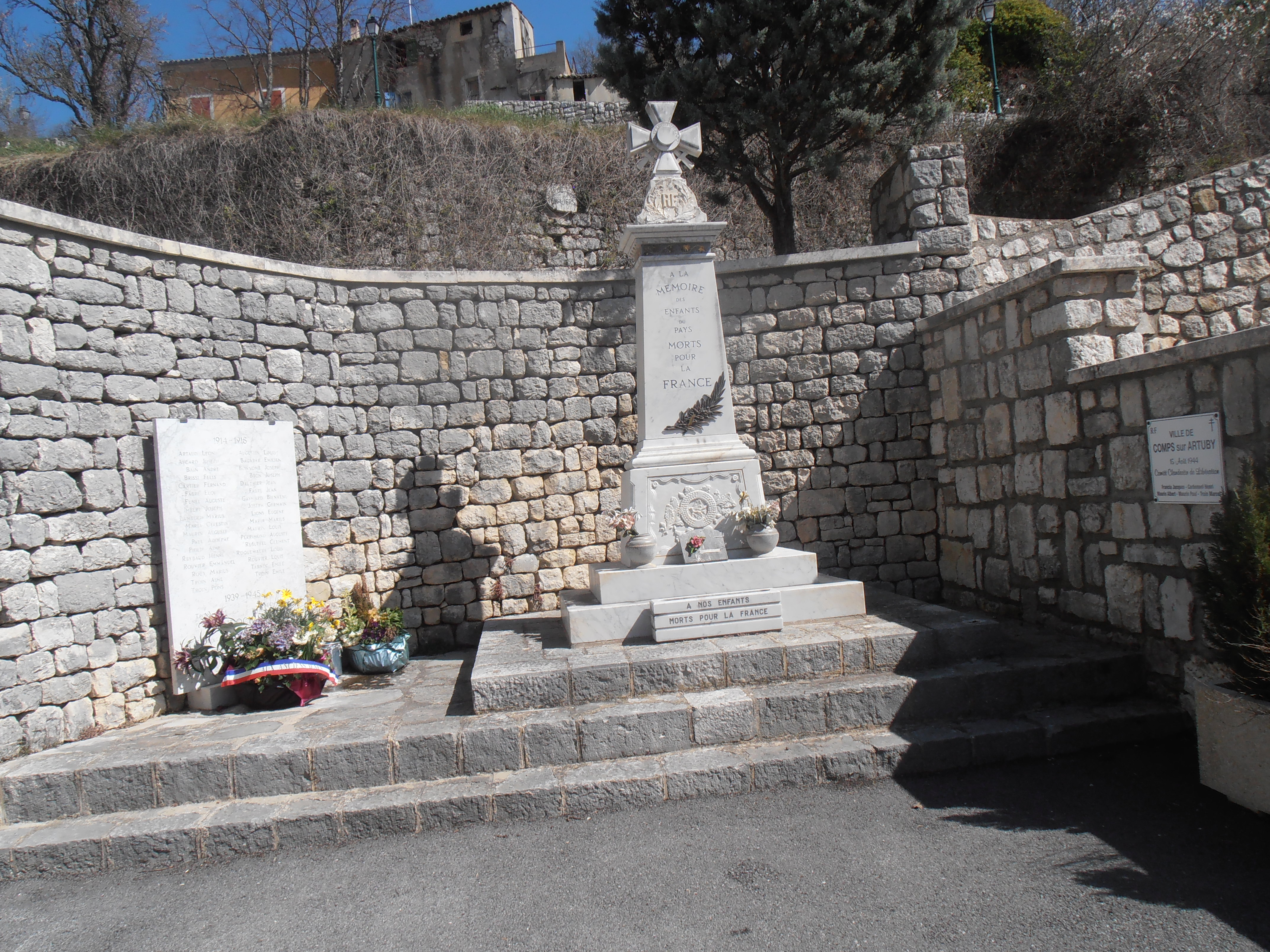
Monument aux morts.

Conflits commémorés : 1914-1918 ; 1939-1945 ; Indochine ; guerre d'Algérie.

### Le mauvais pont, sur l'Artuby

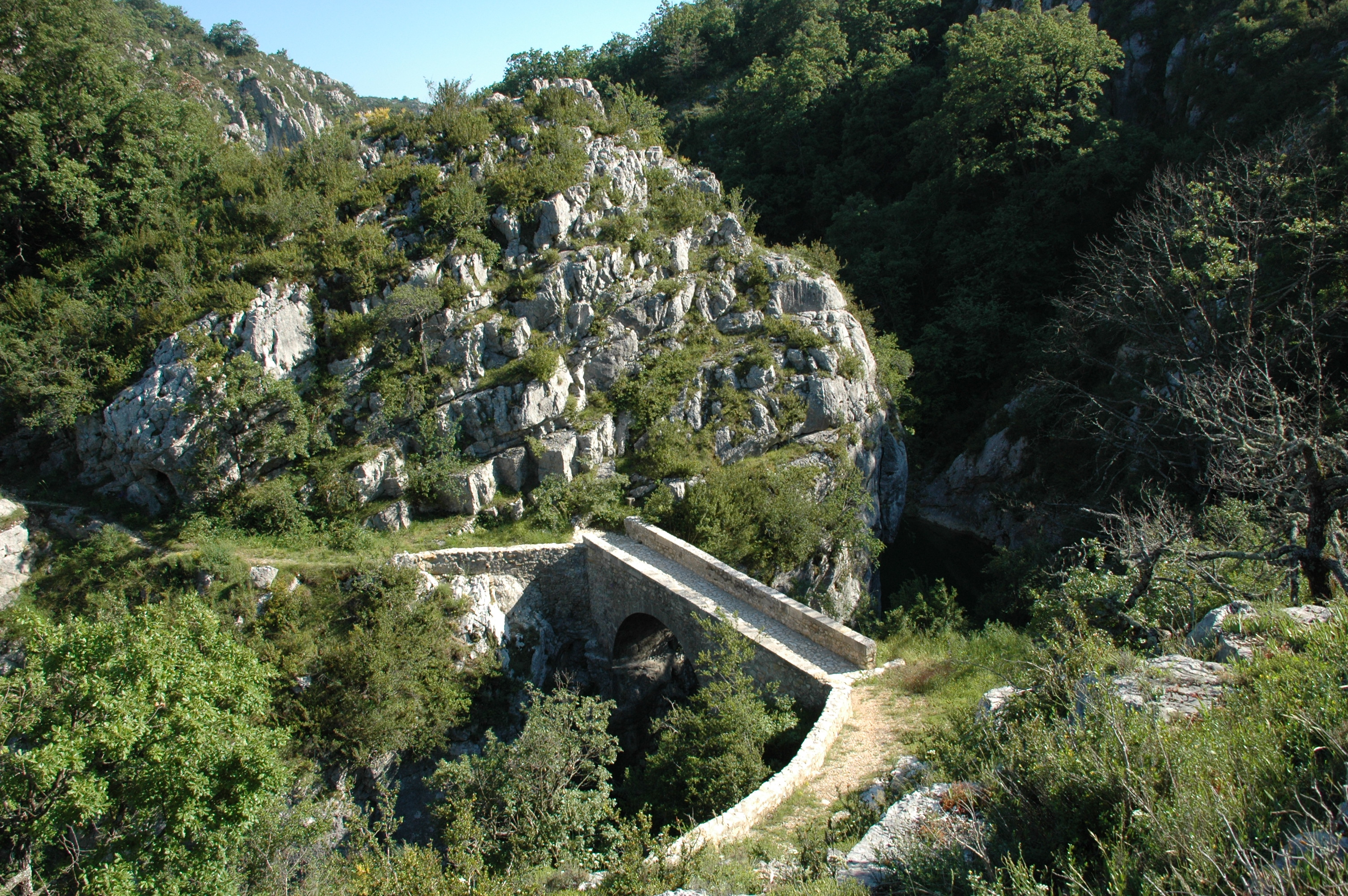

- Pont franchissant l'Artuby[56],[57],[58].

### Le moulin ex-Chauvet

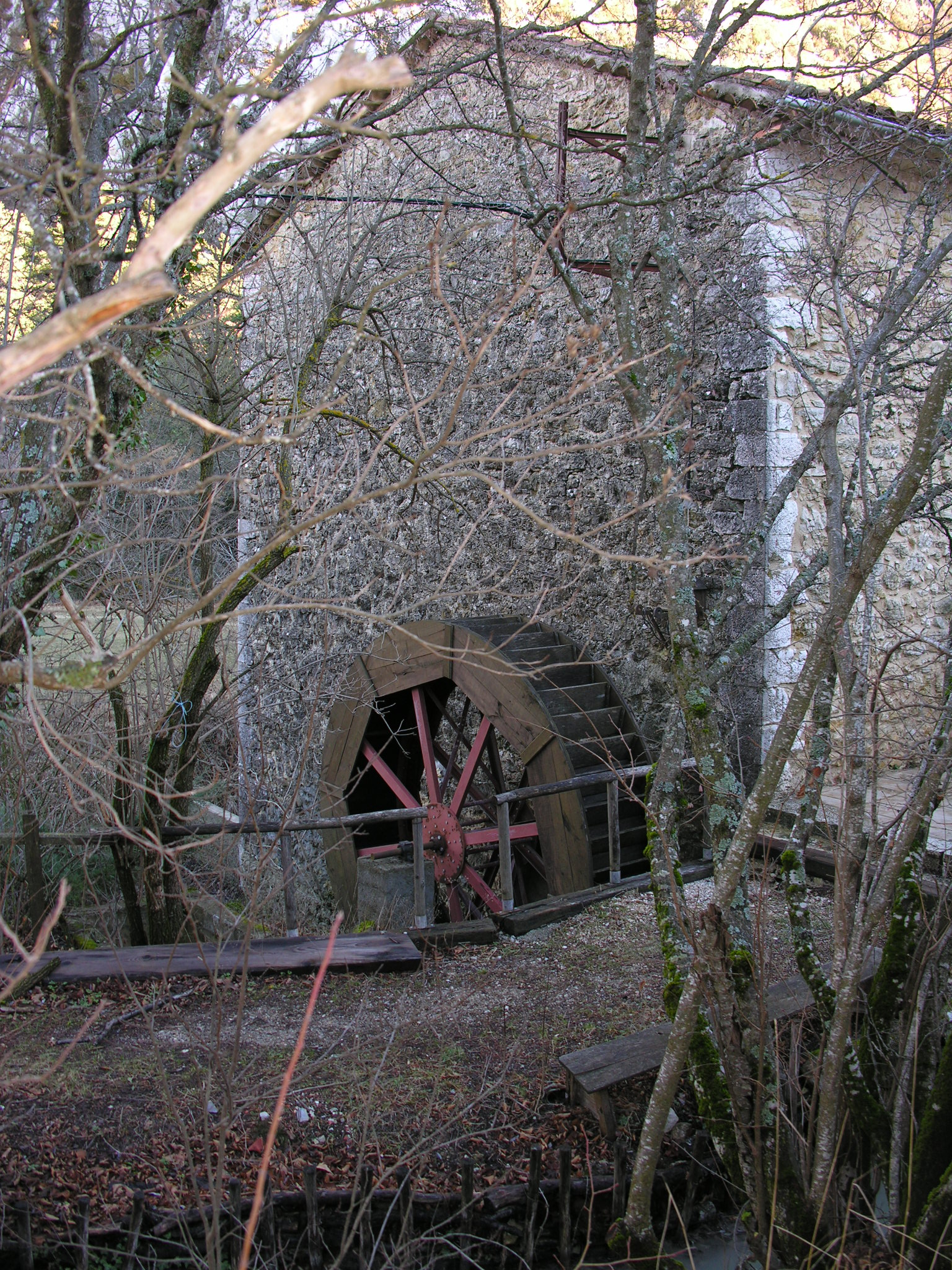

- Moulin ex-Chauvet[59],[60].

### Le four à chaux dans la forêt du Siounet
Un témoin  des usages et du savoir-faire entièrement réhabilité,.

### La bonne fontaine

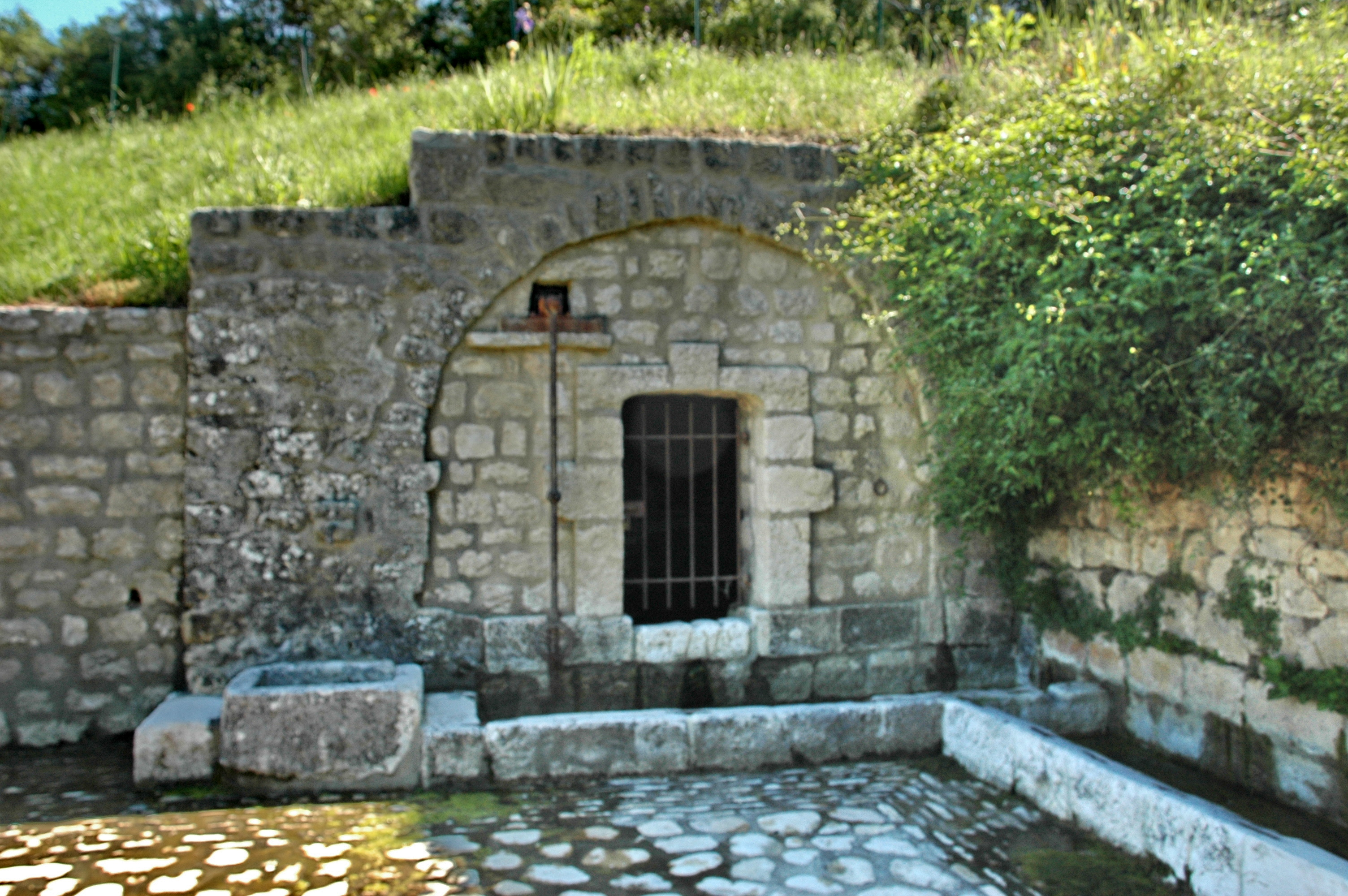

Source et fontaine médiévale, récemment restaurée.

### Le hameau de Jabron
- Toujours actif ;
- A donné son nom à la rivière ;
- De la route du Bourguet, la D 52 franchit le Jabron au pont des Trois Évêchés.

### Le hameau de L'Avelan

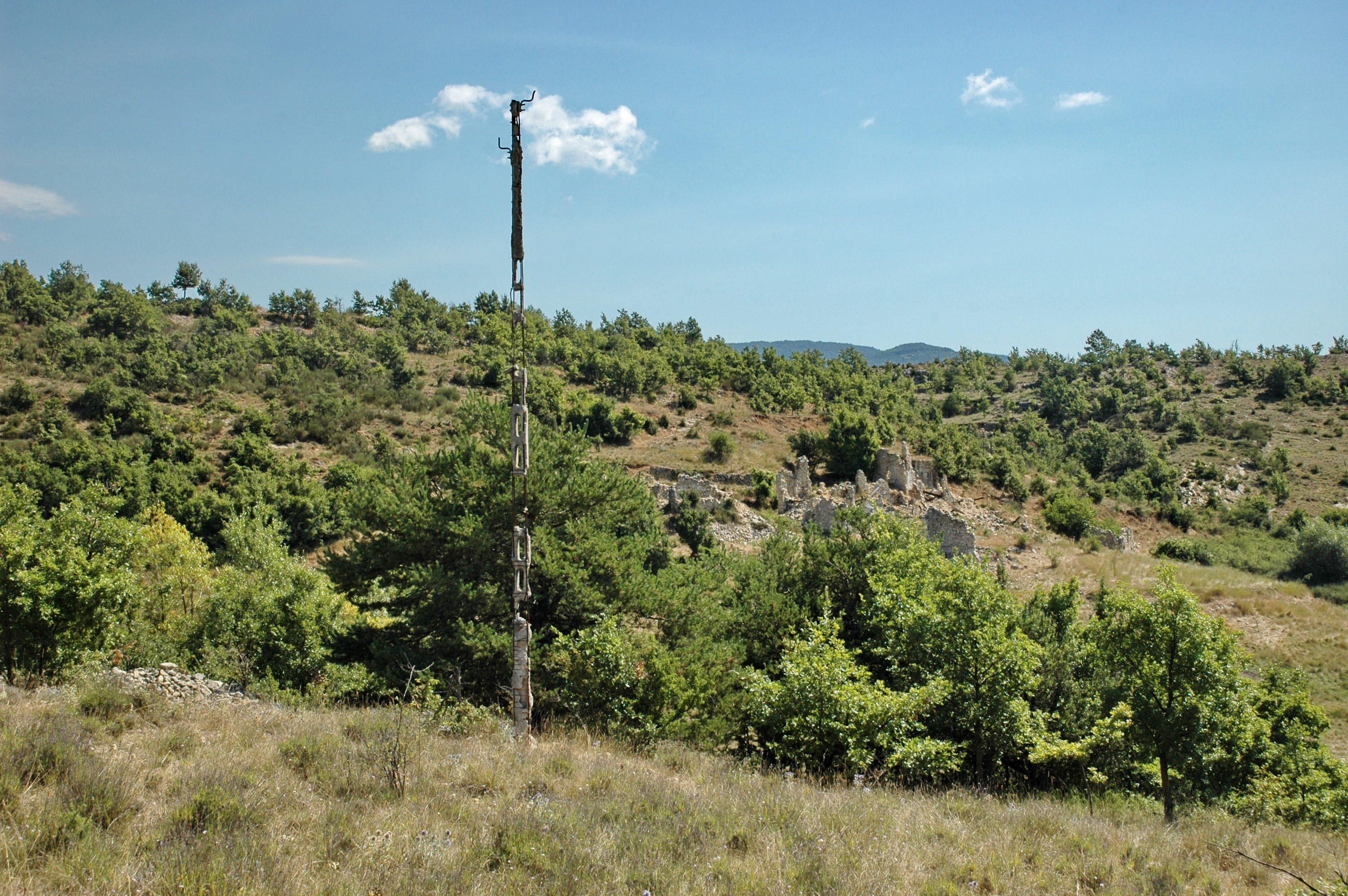
La ferme de l'Avellan, ruinée par l'E.D.F.

- Maintenant dans le camp militaire de Canjuers ;
- Entièrement en ruines.

### Le hameau de Chardan

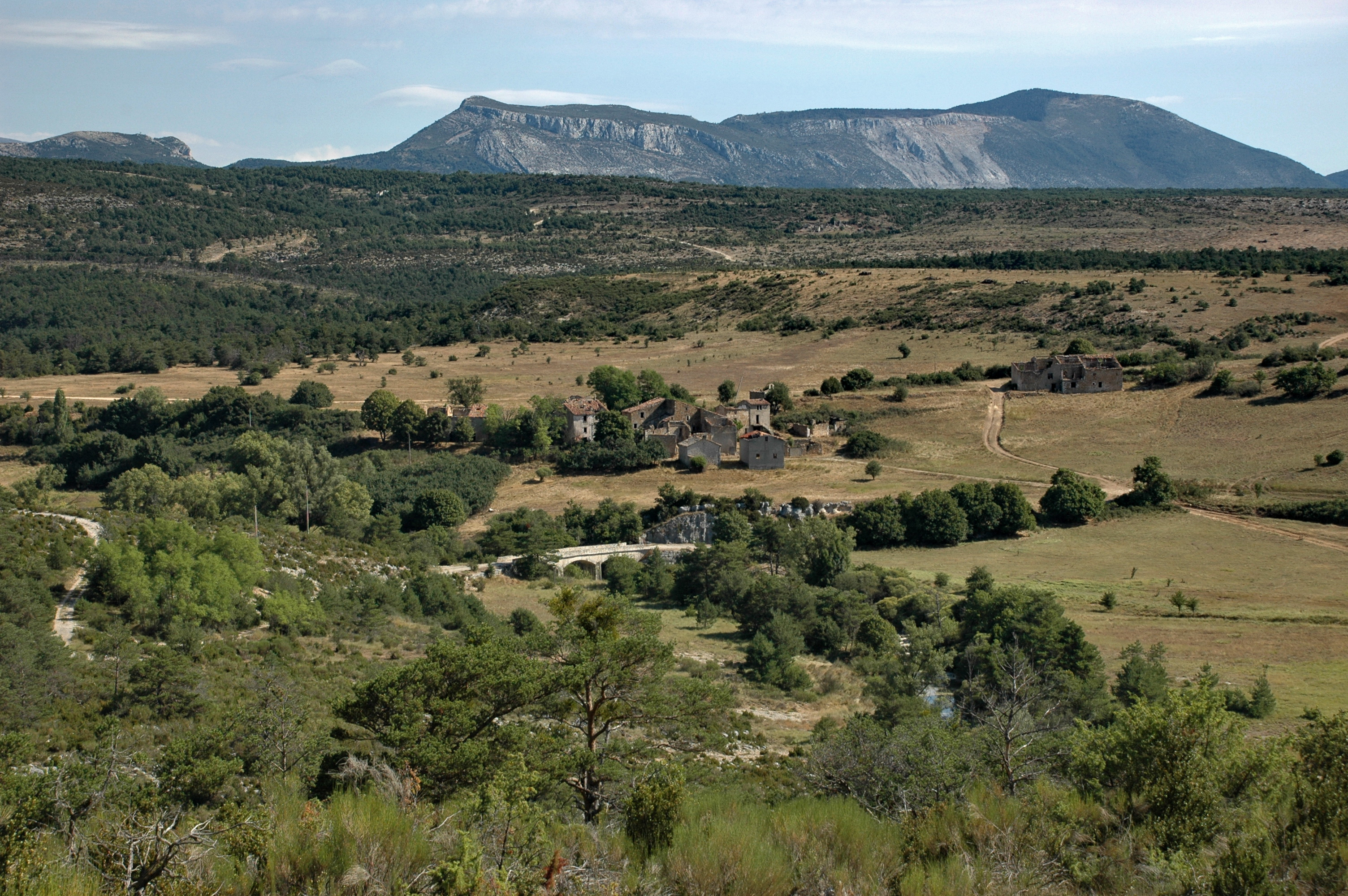

- Maintenant dans le camp militaire de Canjuers ;
- Assez bien conservé ;
- Petite chapelle détoiturée, dédiée à la Sainte-Trinité ;
- Autrefois alimenté par un aqueduc depuis l'Artuby toute proche.

### Le hameau de Don
- Hors camp militaire ;
- Persiste sous l'appellation Haut-Don et Bas-Don.

### Le hameau de Douraïsse
- Maintenant dans le camp militaire de Canjuers ;
- Peu de traces.

### Le hameau de Guent
- Maintenant dans le camp militaire de Canjuers ;
- Entretenu et utilisé par l'armée.

### Le hameau de Saint-Bayon (XVIesiècle)
- Maintenant dans le camp militaire de Canjuers ;
- Détruit par l'armée ;
  - Chapelle dédiée à saint Jacques le Mineur (ruines).

### Le hameau de Sauvechanne
- Maintenant dans le camp militaire de Canjuers ;
- Au sud-est de Saint-Bayon, voisin de Guent ;
- Entièrement en ruines.

### Le hameau de la Souche

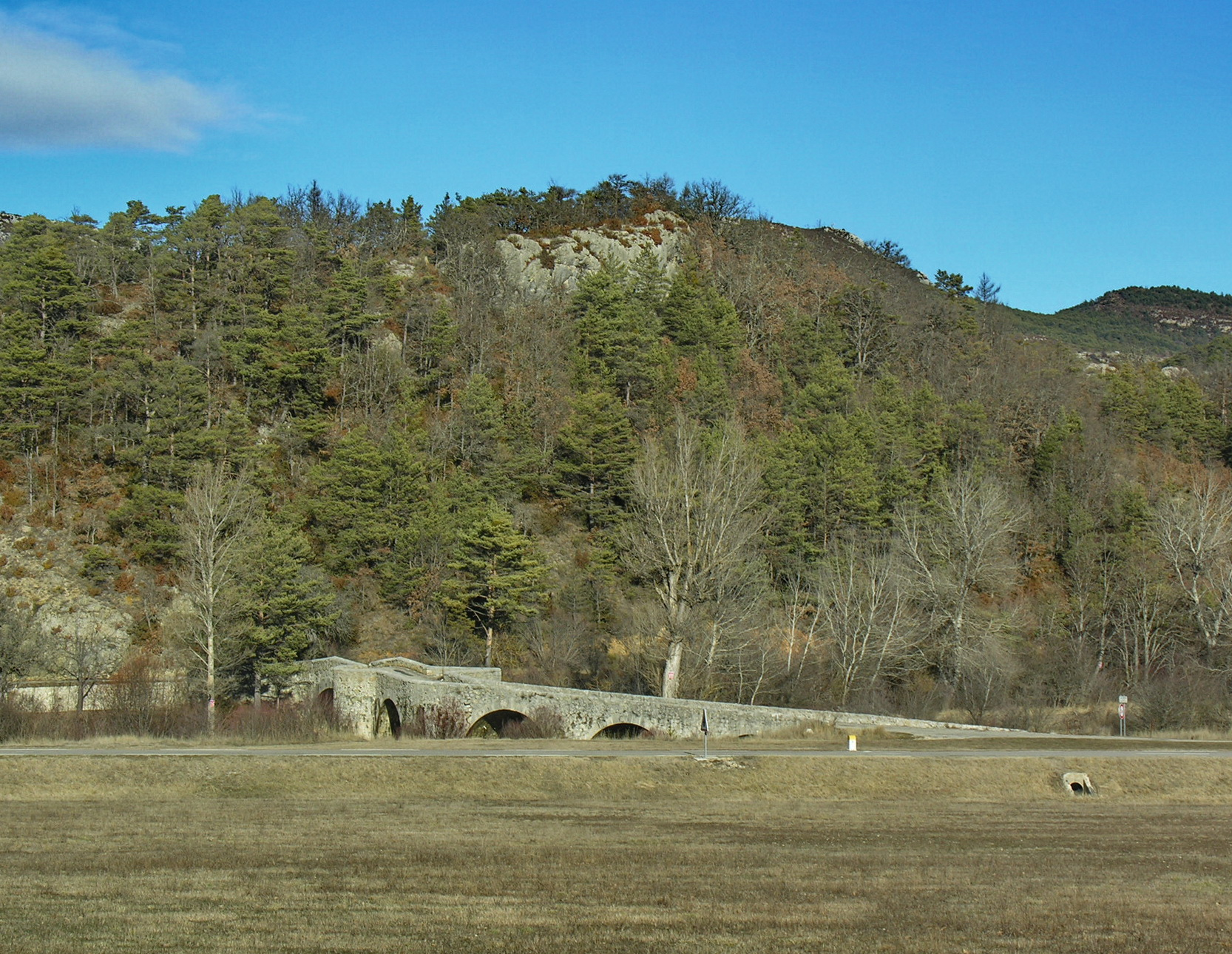

Pont dit romain, construit au XVIIe siècle.

## Manifestations et traditions
- Selon Achard (1787), Comps honorait comme saints patrons au travers de processions ou roumagavi (étymologiquement : le chemin de Rome) :
  - le 23 mai : saint Didier, évêque de Langres, martyr. L'instauration d'une foire ce même jour ne s'est pas vraiment perpétuée ;
  - le 24 juin : Saint-Jean-Baptiste.
- Et, de la même manière :
  - le 8 septembre : Notre-Dame (de Saint-Restitut) de la Galline Grasse, dont l'évêque de Fréjus était le collateur et à laquelle on fait offrande de gallinacés.

## Personnalités liées à la commune
- Arnaud de Comps, 4e grand maître des Hospitaliers de l'ordre de Saint-Jean de Jérusalem en 1162-1163 ;
- Bertrand de Comps, 17e grand maître des Hospitaliers de l'ordre de Saint-Jean de Jérusalem en 1236 (meurt en Palestine en 1258).